# Municipio de New Castle (Pensilvania)
El municipio de New Castle (en inglés: New Castle Township) es un municipio ubicado en el condado de Schuylkill en el estado estadounidense de Pensilvania. En el año 2000 tenía una población de 395 habitantes y una densidad poblacional de 12 personas por km².

## Geografía
El municipio de New Castle se encuentra ubicado en las coordenadas 40°45′06″N 76°15′29″O / 40.75167, -76.25806.

## Demografía
Según la Oficina del Censo en 2000 los ingresos medios por hogar en la localidad eran de $24,583 y los ingresos medios por familia eran $32,917. Los hombres tenían unos ingresos medios de $29,167 frente a los $23,125 para las mujeres. La renta per cápita para la localidad era de $14,716. Alrededor del 6,0% de la población estaban por debajo del umbral de pobreza.